# Miloslav Růžička
Miloslav Růžička (10. října 1925 Vilémov – 10. listopadu 2020) byl český spisovatel, zemědělec a politický vězeň. V roce 1952 byl odsouzen k pětiletému trestu těžkého žaláře, na svobodu se dostal v roce 1954 po milosti udělené prezidentem Antonínem Zápotockým.

## Životopis
Narodil se 10. října 1925 ve Vilémově na dnešní severní Vysočině. Jeho rodiče Karel Růžička a Anna Růžičková byli sedláci, jeho sestra Miloslava se později stala učitelkou. V dětství navštěvoval obecnou školu v obci Vilémov, další tři roky poté měšťanskou školu v Golčově Jeníkově. Během druhé světové války pracoval na rodinném statku, když byl otec Karel povolán k mobilizaci, přičemž byl nucen vzdělávání dočasně zanechat. Později nicméně úspěšně dokončil dvouletý program na hospodářské škole. Po studiích pokračoval se svým otcem v práci na statku. Po konci války se také stal jednatelem místního scelovacího družstva. Kromě členství u místních dobrovolných hasičů a účasti na představeních místního ochotnického divadla byl také členem místní organizace Sokol. Povinnou vojenskou službu vykonal v Písku, kde kvůli zranění strávil pouze 5 měsíců.
Nedlouho po únorovém převratu se zapojil do distribuce ilegálního letáku. Byl obviněn z členství v ilegální skupině, neboť jeden z protikomunistických odbojářů, kterému leták odeslal, po krutých výsleších přiznal, že dodavatelem letáku byl právě Růžička. Státní bezpečností byl nicméně Růžička zatčen až v prosinci 1951. Vězněn byl v pankrácké věznici. Brzy po zadržení se k činu přiznal. V lednu 1952 byl v politickém procesu odsouzen k pěti letům těžkého žaláře, propadnutí majetku a ztrátě čestných občanských práv po dobu pěti let. Prokurátor pro něj přitom navrhoval trest odnětí svobody ve výši patnácti let. Ke zmírnění trestu přispěla hlavně skutečnost, že se po válce zapojil do místního scelovacího družstva. Při svém pobytu v pankrácké věznici musel mimo jiné uklízet na dvoře, kde docházelo v té době k četným popravám. Z pankrácké věznice byl později transportován na Jáchymovsko, kde byl nucen bez jakéhokoliv proškolení či ochranných pomůcek pracovat v dole. Během práce v dole se později nakazil žloutenkou, přičemž v nemocnici se pokusil kontaktovat rodinu, které chtěl sdělit, co se stalo. Dopis byl nicméně prozrazen a Růžička tak byl převezen zpět do tábora.
Později byl převezen do pracovního tábora Ležnice, kde se seznámil mj. s Antonínem Švehlou mladším, synem bývalého agrárního politika a předsedy vlády Československa Antonína Švehly. Během pobytu v táboře se opětovně pokusil kontaktovat rodinu, jeho záměr byl nicméně opět odhalen, potrestán byl deseti dny korekce. V táboře pracoval jako pomocná síla zedníka. V prosinci 1954 udělil tehdejší prezident Antonín Zápotocký Růžičkovi po opakovaném naléhání jeho rodiny milost. Po propuštění se Růžička opět zapojil do prací na rodinném statku. V roce 1957 byl nucen vstoupit do nově založeného JZD. Několik let pracoval jako řidič traktoru, po tři dekády pak působil jako řidič nákladního vozu.
Krátce po Sametové revoluci žádal o navrácení státem zkonfiskovaného majetku. V roce 1995 odešel do důchodu. V roce 1999 vydal svou první knihu s názvem Osudy politických vězňů Havlíčkobrodska 1948-1989. V roce 2008 pak vydal první díl knihy s titulem Vyhnanci - Akce „Kulak“. Zločin proti lidskosti!, druhý díl vydal o 3 roky později. V knihách pojednává o osudech více než dvou stovek rodin (včetně té vlastní), které byly nuceny se podřídit násilné kolektivizaci.
Nedlouho po udělení milosti se oženil se svojí ženou Marií. Měl dva syny, Kamila a Miloše.